# شون مالوني
شون ريتشارد مالوني (بالإنجليزية: Shaun Maloney)‏، من مواليد 24 يناير 1983 في ميري في ماليزيا، لاعب كرة قدم إسكتلندي.
بدأ مسيرته الكروية مع نادي سيلتك في عام 1999، ولعب معهم حتى عام 2007، وشارك معهم في 104 مباريات وسجل 26 هدف، وفي عام 2007 انتقل إلى نادي أستون فيلا الإنجليزي.
و قد بدأ باللعب مع منتخب إسكتلندا لكرة القدم في عام 2005.

## مسيرته الكروية
لعب شون مالوني خلال مسيرته الاحترافية مع 5 أندية في عشرون موسمًا وسجل خلالها 63 هدفًا ضمن 310 مباراة. حيث فاز في ستة مواسم بالكأس وفي ستة مواسم بالدوري.
خاض شون مالوني مسيرته مع نادي سلتيك في موسم 2000–01 في المرة الأولى ليلعب معه سبعة مواسم ثم في موسم 2008–09 ليلعب معه أربعة مواسم، مشاركًا طوالها في 158 مباراة سجل خلالها 39 هدفًا. ثم انتقل إلى نادي أستون فيلا في موسم 2006–07 ولمدة موسمين، حيث شارك في 30 مباراة سجل خلالها 5 أهداف. لينتقل بعدها إلى نادي ويغان أتلتيك في موسم 2011–12 ليلعب معه أربعة مواسم، مشاركًا في 79 مباراة سجل خلالها 14 هدفًا. ثم انتقل إلى نادي شيكاغو فاير ما بين عامي 2015 و2016 لمدة موسم واحد، مشاركًا في 14 مباراة سجل خلالها 3 أهداف. هذا وانتقل لاحقًا إلى نادي هال سيتي في موسم 2015–16 ولمدة موسمين، مشاركًا في 29 مباراة سجل خلالها هدفين.

## روابط خارجية
- شون مالوني على موقع الاتحاد الأوربي (الإنجليزية)
- شون مالوني على موقع الاتحاد الإسكتلندي (الإنجليزية)
- شون مالوني على موقع الدوري الأمريكي (الإنجليزية)
- شون مالوني على موقع قاعدة بيانات كرة القدم.إي يو (الإنجليزية)
- شون مالوني على موقع بيانات كرة القدم. دي إي (الألمانية)
- شون مالوني على موقع ليكيب (الفرنسية)
- شون مالوني على موقع ناشيونال فوتبول تيمز (الإنجليزية)
- شون مالوني على موقع Soccerbase.com (لاعب) (الإنجليزية)
- شون مالوني على موقع Soccerway.com (الإنجليزية)
- شون مالوني على موقع عالم كرة القدم.نت (الإنجليزية)